# Михайленко Олеся Володимирівна
Олеся Володимирівна Михайленко (1999—2022) — українська військовослужбовиця, старший солдат Окремого загону спеціального призначення «Азов» Національної гвардії України, учасниця російсько-української війни, яка відзначилася і загинула під час відбиття російського вторгнення в Україну. Кавалер ордена «За мужність» III ступеня (2022, посмертно).

## Біографія
Олеся народилася 31 грудня 1999 року в селі Воскресенка Пологівського району Запорізької області. Зростала у великій родині, змалку багато допомагала у приватному господарстві. 2014 року із родиною переїхала у місто Бурштин (Івано-Франківська область). У школі відвідувала танцювальний гурток, багато виступала, співала, вишивала бісером, фотографувала і робила відео. Цікавилася психологією, мріяла здобути дві вищі освіти за напрямками історія та фінанси, а ще вивчити багато іноземних мов.
2017 року закінчила Бурштинський ліцей ім. Ольги Басараб і вступила на заочну форму навчання за спеціальністю «Історія та археологія» на історичний факультет Черкаського національного університету імені Богдана Хмельницького (потому здобувши диплом із відзнакою), паралельно, 2021-го, закінчила бухгалтерські курси. 
У березні 2018 року прийнята на військову службу за контрактом до Окремого загону спеціального призначення «Азов» НГУ. Обіймала посади діловода роти матеріального забезпечення та телефоністки екіпажу командно-штабної машини вузла зв'язку. Дівчина захоплювалася життєвим шляхом і творчістю Лесі Українкою, тому вирішила взяти собі за позивний «Леся».
Із початком російського вторгнення в Україну, під час боїв за Маріуполь Олеся, як і інші жінки-військовослужбовиці «Азову», крім обов'язків за посадою, займалися тиловим забезпеченням та доглядом за пораненими, і у цьому досить умовному «тилу» безпеки ні для кого не було.
|               | Олеся – світла, красива, щедра, щира, добра дівчинка. Дуже працьовита. Така багата на душевне тепло, співчуття до всіх. Наше яскраве тепле сонечко, наша радість і наше щастя. Всім допомогти, всіх підбадьорити – на службі, вдома. Навіть з повного оточення, з нелюдських умов старалася заспокоїти, що все буде гаразд, що ми зустрінемося. Дуже хвилювалася за тата, братів, знаючи, що вони там, де найважче; за племінників, дружин братів турбувалася, за мене, чи маємо що їсти. Хоч ми були відносно в безпеці |
| — Надія, мати | |

8 травня 2022 року рашисти скинули на «Азовсталь» потужну авіабомбу, яка зруйнувала бункер, де перебували українські захисники. Серед багатьох загиблих була й Олеся Михайленко… 
В Олесі залишились мама Надія, тато Володимир, старші брати Ігор, Данило та Світогор. Батько також захищає Україну в складі бригади «Азов», Ігор і Данило воюють у лавах 3-ї окремої штурмової бригади ЗСУ. 
Станом на березень 2025 року тіло Олесі не ідентифіковано.

## Нагороди та вшанування
- Орден «За мужність» III ступеня (28 липня 2022, посмертно) (указ Президента України № 726 від 03.11.2023) за особисту мужність і самовіддані дії, виявлені у захисті державного суверенітету та територіальної цілісності України, вірність військовій присязі[3]

31 березня 2025 року на фасаді Бурштинського ліцею ім. Ольги Басараб урочисто відкрито меморіальну дошку на честь Олесі Михайленко.